# Drewno kominkowe

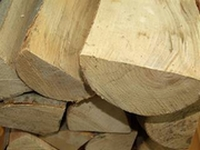
Drewno kominkowe

Drewno kominkowe – szczególny rodzaj drewna opałowego, przeznaczony do palenia w kominkach. Stawia się mu wyższe wymagania niż drewnu przeznaczonemu do spalania w piecach. Preferowane jest drewno gatunków liściastych w postaci szczap oraz klocków. Przed wykorzystaniem powinno ono być sezonowane w celu obniżenia wilgotności, dzięki czemu pozwala uzyskać wyższą temperaturę spalania i wydziela mniej sadzy oraz zanieczyszczeń smolistych.
Gatunki iglaste nie są polecane z powodu mniejszej gęstości drewna i większej zawartości żywicy, która powoduje zanieczyszczenie kominka i przewodu kominowego.